# Hermann Abendroth
Hermann Abendroth (teljes nevén: Hermann Paul Maximilian Abendroth) (Frankfurt, 1883. január 19. – 1956. május 29.) német karmester.

## Életpályájának kezdete
Abendroth családja több tagján keresztül kapcsolódott a művészethez. Apja könyvkereskedő volt.